# Zygmunt Dadlez
Zygmunt Jan Dadlez (ur. 26 stycznia 1887 w Krakowie, zm. 22 grudnia 1962 w Katowicach) – polski lekarz chirurg i pulmonolog.

## Biografia zawodowa
Był synem Wilhelma, adwokata i Marii z Dziegciowskich. W Krakowie ukończył klasyczne Gimnazjum św. Anny i studia medyczne na Wydziale Lekarskim UJ. Specjalizację z chirurgii zdobył w Niemczech u prof. Eduarda Sonnenburga. W 1914 uzyskał doktorat z medycyny. Przez całą I wojnę światową pracował w szpitalach wojskowych jako lekarz chirurg. Od 1921 pełnił funkcję ordynatora Oddziału Chirurgicznego Szpitala Miejskiego w Białej Krakowskiej. W 1925 przeniósł się do Zakopanego, gdzie przez 10 lat pracował w tamtejszym Sanatorium Nauczycielskim, od 1931 jako lekarz naczelny. W 1935 r. wyjechał na Śląsk Cieszyński, do Istebnej, gdzie pod Kubalonką współorganizował sanatorium przeciwgruźlicze dla dzieci na 400 łóżek, którego został później dyrektorem. Swe prace naukowe przedstawiał na zjazdach ogólnolekarskich i gruźliczych w Krakowie (1930), Poznaniu (1933), Warszawie (1934) i Istebnej (1939).
Po wybuchu II wojny światowej ewakuował pociągiem 60 dzieci nie odebranych przez rodziców, personel i część mienia szpitalnego. Najpierw w Buczaczu, a potem w Kołomyi za zgodą władz radzieckich urządził sanatorium dla dzieci chorych na gruźlicę. W latach 1940–1941 organizował sanatorium w Mikuliczynie. Od 1941 pracował we Lwowie, a od 1943 r. w sanatorium w Hołosku.
Po tułaczce wojennej jesienią 1945 powrócił do Polski, zamieszkał w Katowicach i podjął pracę najpierw w Wydziale Zdrowia Urzędu Wojewódzkiego, a potem w Wojewódzkiej Przychodni Przeciwgruźliczej. W 1948 powrócił do Istebnej i zajął się rozbudową i unowocześnieniem sanatorium. Korzystając z darów szwajcarskich urządził nowoczesną salę operacyjną, zbudował pawilon dla chorych na gruźlicę kostną, doprowadził do wybudowania osiedla mieszkaniowego dla pracowników sanatorium. Był współzałożycielem liceum i technikum w sanatorium. Stworzonej przez siebie placówce oddał całą swoją wiedzę i energię. Był autorem wielu artykułów naukowych, w tym dotyczących leczenia gruźlicy.

## Działalność turystyczna
Jako wielki miłośnik gór Dadlez często bywał w Tatrach. Z górami tymi zetknął się po raz pierwszy w 1893. We wrześniu 1908, jako student medycyny, na samotnej wycieczce zboczył z Orlej Perci i utkwił na wąskiej półce skalnej w północnej ścianie Wielkiej Buczynowej Turni. Stał w niebezpiecznym terenie blisko dwie doby, póki nie wyratowała go wyprawa ratunkowa, kierowana przez Mariusza Zaruskiego. Jeszcze w 1908, za namową samego Zaruskiego, Dadlez został członkiem Sekcji Turystycznej Towarzystwa Tatrzańskiego. Zaruski też wprowadził go w taternictwo. W 1910 Dadlez towarzyszył Zaruskiemu przy zdobywaniu niektórych turni w Grani Apostołów. Na wspinaczki tatrzańskie chodził również z Henrykiem Bednarskim i Rafałem Malczewskim, a także z przewodnikami góralskimi, np. na Żabiego Konia.
Przez całe życie czynnie uprawiał turystykę górską i zachęcał do niej innych. Na terenie sanatorium w Istebnej założył koło PTTK, któremu przewodniczył. Organizował wycieczki górskie zarówno dla pacjentów sanatorium jak i dla jego personelu, uznając turystykę górską za pomocną w rehabilitacji jak i za ważny element zdrowego trybu życia. Ostatnią wycieczkę pracowników istebniańskiego sanatorium do Czarnego Stawu pod Rysami prowadził jeszcze w 1961, a w październiku tego roku był przy Zmarzłym Stawie pod Zawratem.
Po śmierci został pochowany na cmentarzu komunalnym w Istebnej. W holu Państwowego Sanatorium Przeciwgruźliczego dla Dzieci i Młodzieży w Istebnej wmurowano tablicę pamiątkową poświęconą jego pamięci.